# Savonlinna
Savonlinna [ˈsɑvɔnlinːɑ] (schwed. Nyslott) ist eine Stadt im Osten Finnlands mit 32.085 Einwohnern (Stand 31. Dezember 2022). Der heutige gleichnamige Hauptort besitzt seit 1639 Stadtrechte.

## Geographie

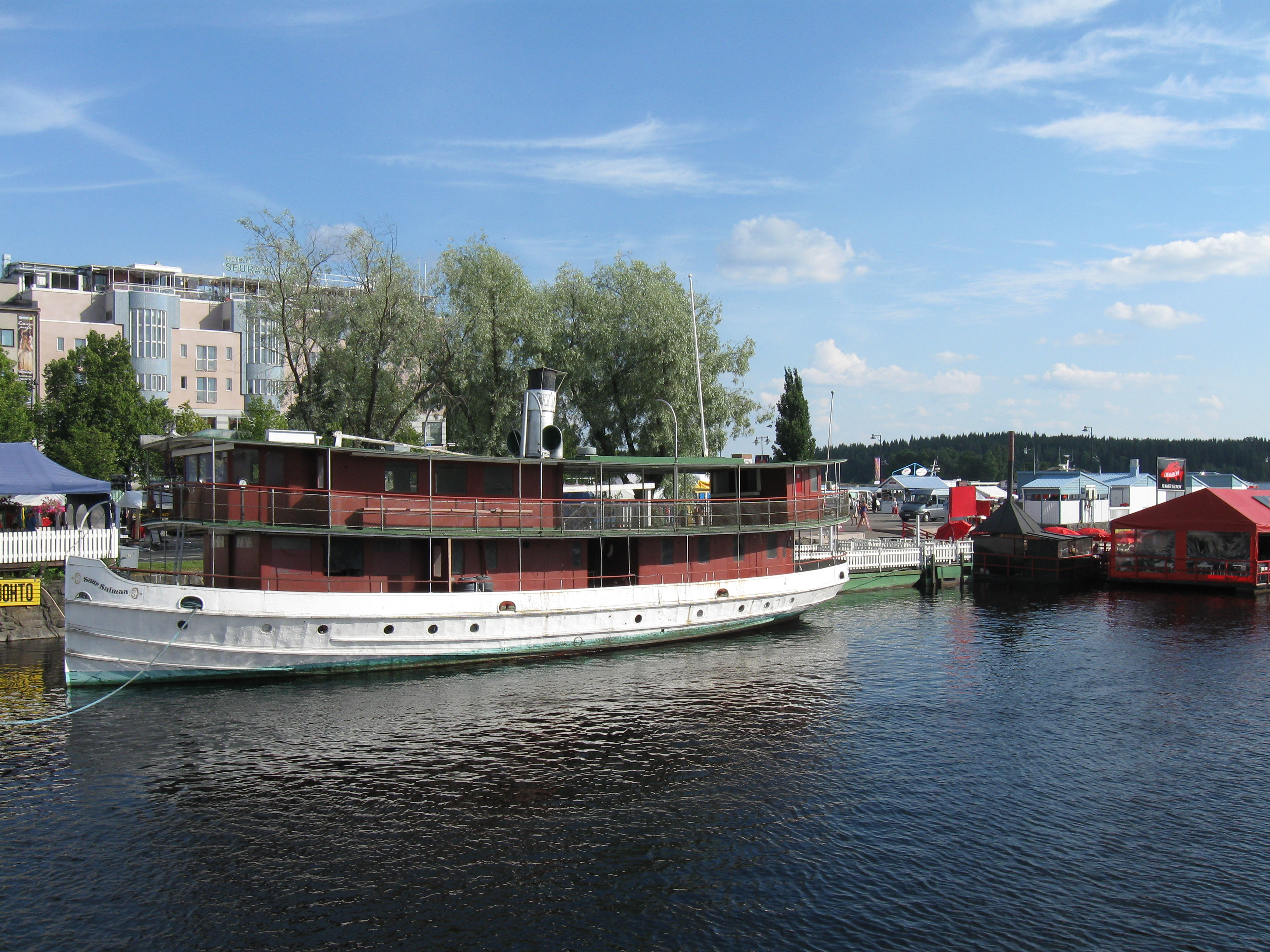
Ein Dampfschiff am Hafen am Marktplatz von Savonlinna

Savonlinna liegt in der ostfinnischen Landschaft Südsavo rund 330 Kilometer nordöstlich von Helsinki inmitten der Finnischen Seenplatte. Neben dem rund 100 Kilometer westlich gelegenen Mikkeli ist Savonlinna die wichtigste Stadt in Südsavo. Nachbargemeinden von Savonlinna sind Varkaus im Nordwesten, Enonkoski und Heinävesi im Norden, Liperi und Rääkkylä im Nordosten, Kitee im Osten, Parikkala im Südosten, Ruokolahti im Süden sowie Sulkava und Rantasalmi im Westen.
Die Kernstadt von Savonlinna liegt teilweise auf Inseln an einer Engstelle zwischen den Seen Haukivesi im Norden und Pihlajavesi im Süden. Beide Seen sind Teil des Saimaa-Seensystems. Neben der eigentlichen Kernstadt umfasst das administrative Stadtgebiet von Savonlinna nach der Eingemeindung mehrerer Nachbargemeinden ein ausgedehntes, größtenteils ländlich geprägtes Gebiet im Umland. Die Fläche des Stadtgebiets von Savonlinna beträgt insgesamt 3598 Quadratkilometer. Damit ist Savonlinna um 40 Prozent größer als Luxemburg. Mehr als ein Drittel des Stadtgebiets wird von Wasser bedeckt. Außer dem Haukivesi und dem Pihlajavesi hat Savonlinna im Osten des Stadtgebiets auch Anteil an dem Orivesi und dem Puruvesi, zwei weiteren großen Seen des Saimaa-Seensystems.
Zur Stadt Savonlinna gehören außer der Kernstadt fünf weitere Siedlungszentren (taajama): (Einwohnerzahlen zum 31. Dezember 2011):
- Kernstadt (23.234 Einwohner)
- Kerimäki (2.486 Einwohner)
- Punkasalmi (1.495 Einwohner)
- Savonranta (481 Einwohner)
- Anttola (293 Einwohner)
- Tuunaansaari (207 Einwohner)

## Geschichte

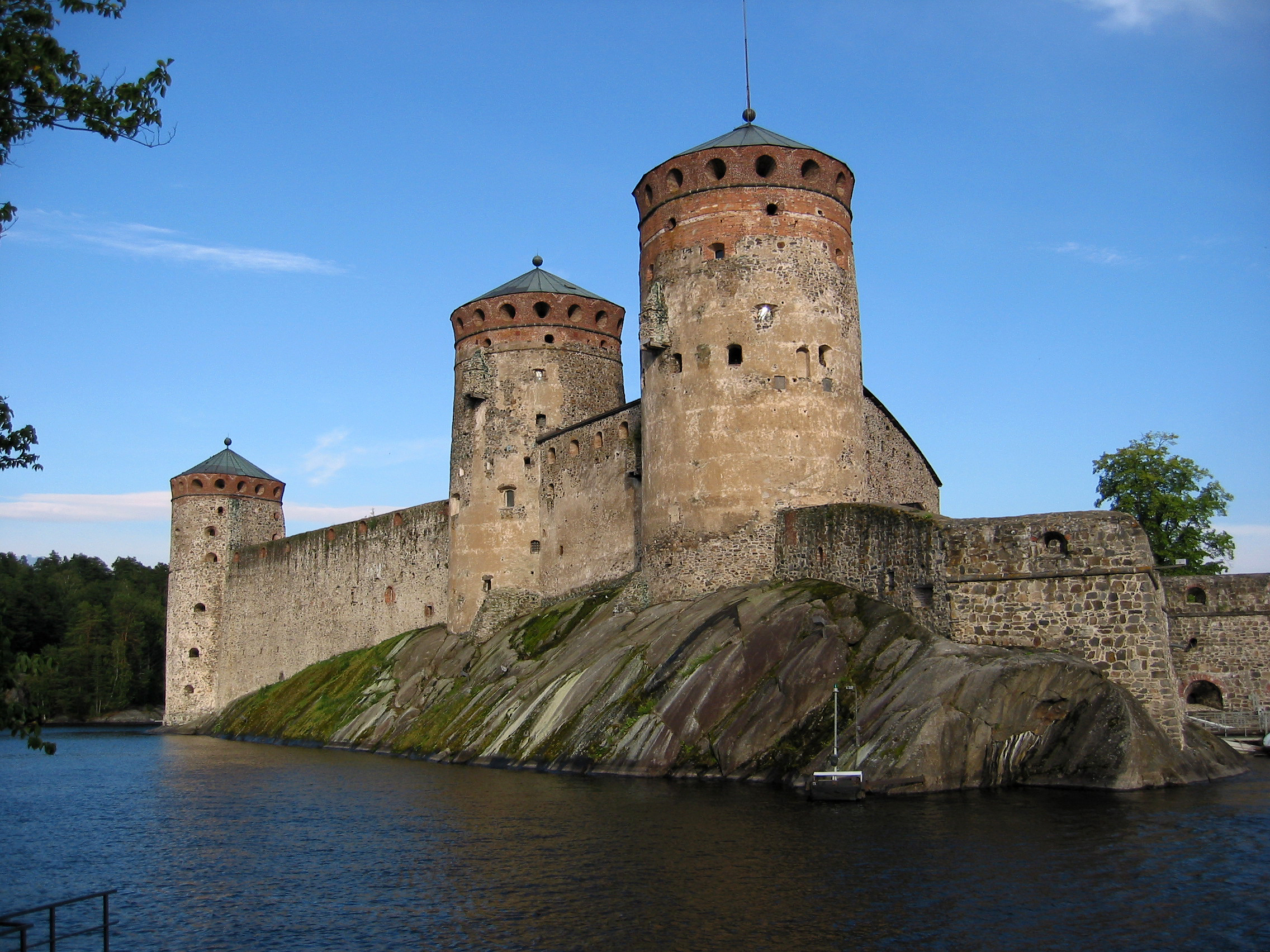
Die Burg Olavinlinna

Keimzelle der Stadt Savonlinna ist die Burg Olavinlinna. Diese wurde 1475 von den Schweden zur Sicherung der zwischen Schweden und Russland umstrittenen Region Savo erbaut. Um die Burg herum bildete sich eine Siedlung, die 1639 die Stadtrechte erhielt. Zwei russische Versuche zur Eroberung von Burg und Siedlung scheitern, einer Belagerung im Jahre 1495 folgt 1496 die Niederlage in der Schlacht von Nyslott, woraufhin die Stadt im folgenden Jahrhundert ungehindert wachsen kann. Der Name Savonlinna („Savo-Burg“) verweist auf die Burg Olavinlinna, ebenso wie der schwedische Name Nyslott („neues Schloss“). Im Großen Nordischen Krieg nahmen die Russen 1714 die Burg Olavinlinna ein, traten sie 1721 im Frieden von Nystad aber wieder ab. Im Frieden von Åbo, der 1743 den Krieg der Hüte beendete, fiel Savonlinna aber schließlich an Russland. Savonlinna blieb weiter umkämpft und wurde 1788 erfolglos von den Schweden belagert. Erst als auch der Rest Finnlands 1809 als Ergebnis des Vertrags von Fredrikshamn an Russland fiel, verlor die Burg Olavinlinna ihre militärische Bedeutung. 1812 kam Savonlinna als Teil des sogenannten Altfinnland an das neugegründete Großfürstentum Finnland. Ab der Mitte des 19. Jahrhunderts wuchs Savonlinna durch den Bau des Saimaa-Kanals im Jahr 1856. Die Anbindung an das Eisenbahnnetz 1907 brachte einen wirtschaftlichen Aufschwung. Mit der finnischen Unabhängigkeitserklärung von 1917 wurde auch Savonlinna Teil der unabhängigen Republik Finnland.
Seit den 1970er Jahren hat sich das Stadtgebiet Savonlinnas durch die Eingemeindung mehrerer Nachbargemeinden beträchtlich vergrößert. Ursprünglich umfasste die Stadt Savonlinna nur das eigentliche Stadtgebiet und wurde gänzlich von Gebiet der Gemeinde Sääminki umgeben. 1973 wurde die Gemeinde Sääminki aufgelöst und zum größten Teil der Stadt Savonlinna zugeschlagen. 2009 wurde die Gemeinde Savonranta eingemeindet, 2013 folgten noch Kerimäki und Punkaharju.

## Sehenswürdigkeiten

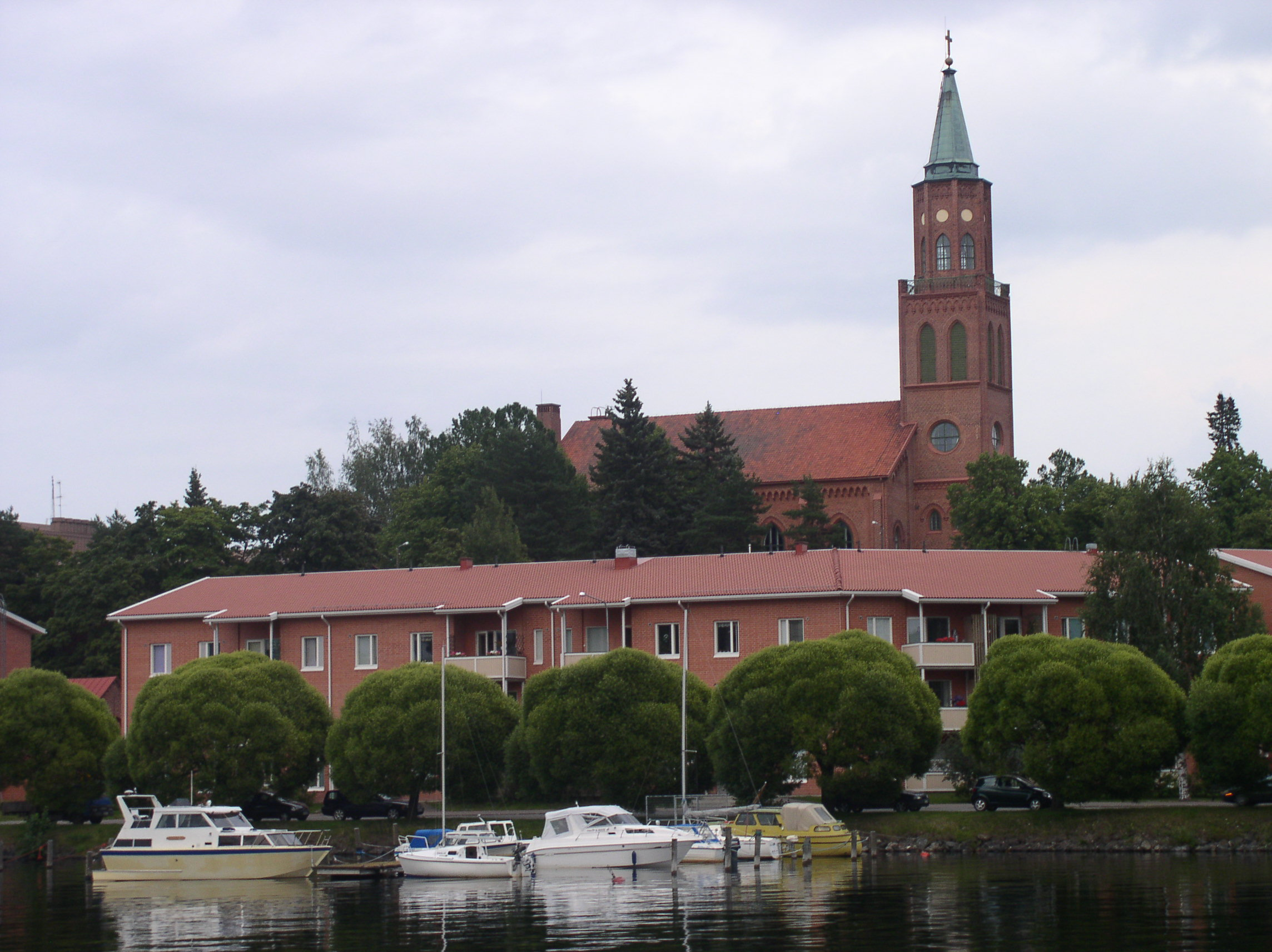
Der Dom von Savonlinna

Die bekannteste Sehenswürdigkeit Savonlinnas ist die Burg Olavinlinna. Sie ist heute die besterhaltene mittelalterliche Festung Nordeuropas. Seit 1975 ist sie für die Öffentlichkeit zugänglich und ganzjährig geöffnet. Europaweit bekannt sind die  alljährlich im Juli in der Burg stattfindenden Savonlinna-Opernfestspiele. Hauptkirche der Stadt ist der 1878 im Stil der Neugotik erbaute Dom von Savonlinna. Der Marktplatz im Stadtzentrum liegt direkt am Wasser.
Das ländliche Umfeld Savonlinnas ist Teil des naturschönen Saimaa-Seengebiets. Savonlinna hat Anteil an den Nationalparks Linnansaari und Kolovesi. Im verwaltungsmäßig zu Savonlinna gehörenden Ort Kerimäki befindet sich mit der 1848 erbauten Kirche von Kerimäki die größte Holzkirche der Welt. Der ebenfalls eingemeindete Ort Punkaharju ist für das gleichnamige Naturdenkmal, einen sieben Kilometer langen Os (Hügelrücken) zwischen den Seen Puruvesi und Pihlajavesi, bekannt. Außerdem befinden sich hier das Kunstmuseum Retretti und das Forstmuseum Lusto.

## Wirtschaft und Infrastruktur
Wirtschaftlich bedeutsam ist die Holzindustrie. Der 1973 fertiggestellte Flughafen Savonlinna befindet sich 15 km nördlich der Stadt.
Die Universität Ostfinnland hat in Savonlinna einen kleinen Campus, an dem vor allem Lehrer ausgebildet werden.

## Partnerstädte
Savonlinna unterhält Städtepartnerschaften mit
- Detmold, Deutschland
- Kalmar, Schweden
- Torschok, Russland
- Árborg, Island
- Arendal, Norwegen
- Silkeborg, Dänemark

## Söhne und Töchter der Stadt
- Erich G. Laxmann (1737–1796), Pastor, Professor der Ökonomie, Naturwissenschaftler und Reisender
- Adam Laxman (1766–um 1806), russischer Offizier
- Aarre Lauha (1907–1988), Bischof der Evangelisch-Lutherischen Kirche Finnlands
- Arto Tiainen (1930–1998), Skilangläufer
- Hannu Aravirta (* 1953), Eishockeyspieler und -trainer
- Jarmo Myllys (* 1965), Eishockeytorwart
- Petri Matikainen (* 1967), Eishockeyspieler
- Pekka Tirkkonen (* 1968), Eishockeyspieler und -trainer
- Hanna Kosonen (* 1976), Politikerin und Ski-Orientierungsläuferin
- Jukka-Pekka Laamanen (* 1976), Eishockeyspieler
- Saara Loikkanen (* 1980), Volleyball- und Beachvolleyballspielerin
- Ville Leino (* 1983), Eishockeyspieler
- Tuukka Rask (* 1987), Eishockeytorwart
- Lauri Asikainen (* 1989), Nordischer Kombinierer und Skispringer
- Joonas Rask (* 1990), Eishockeyspieler

## Eponyme
Der am 18. September 1939 entdeckte Asteroid (1525) Savonlinna trägt den Namen der Stadt.

## Sport
Der Eishockeyclub Savonlinnan Pallokerho spielt in der zweiten finnischen Liga.
In Savonlinna finden seit dem Jahr 2000 jedes Jahr die Handy-Weitwurf-Weltmeisterschaften (Mobile Phone Throwing World Championships) statt.